# Ilinci
Ilinci (Илинци) település Szerbiában, a Vajdaságban, a Szerémségi körzetben, Šid községben.

## Demográfiai változások
| 1948 | 1953 | 1961 | 1971 | 1981 | 1991 | 2002 |
| ---- | ---- | ---- | ---- | ---- | ---- | ---- |
| 1335 | 1481 | 1456 | 1198 | 1011 | 883  | 827  |